# Ниитака (крейсер)
«Ниитака» (яп. 新高) — японский бронепалубный крейсер. Один из двух крейсеров типа «Ниитака», построенных по программе 1896 года. Участвовал в Русско-японской и Первой мировой войне. Получил название в честь горы Ниитака на острове Тайвань, в то время высочайшей вершины Японской империи.

## История службы

### Русско-японская война
Крейсер «Ниитака» вошёл в строй перед самым началом русско-японской войны и был включён в состав 4-го боевого отряда 2-й эскадры Соединённого флота. 7 февраля 1904 года крейсер в составе своего отряда прибыл в корейский порт Чемульпо, прикрывая высадку подразделений сухопутных войск с транспортов. 9 февраля «Ниитака» принимал участие в бою с крейсером «Варяг». По японским официальным данным, их корабли повреждений не получили. 9 марта 1904 года крейсер в составе своего отряда принимал участие в обстреле сигнальной станции на острове Сан-шан-дао под Порт-Артуром.
- С апреля 1904 года крейсер действовал в Японском море в составе 2-й эскадры Соединённого флота против Владивостокского отряда крейсеров.
- 14 августа 1904 года крейсер также нёс сторожевую службу, поэтому принять непосредственное участие в бою в Корейском проливе не успел, но участвовал в спасении моряков с погибшего русского крейсера «Рюрик».
- С 14 по 22 октября крейсер «Ниитака» обеспечивал конвоирование судна «Ава-мару», на котором из Японии на театр военных действий отправился германский принц Карл Гогенцоллерн.
- К маю 1905 года крейсер находился в составе 3-го боевого отряда.

27 мая 1905 года в Цусимском сражении крейсер «Ниитака» участвовал в бою с русскими крейсерами «Олег», «Аврора» и «Жемчуг», а также вёл огонь по плавучей мастерской «Камчатка», буксирному пароходу «Русь», транспортам и уже тяжело повреждённому броненосцу «Князь Суворов». После выхода из строя «Касаги» «Цусима» и «Отова» действовали в составе 4-го боевого отряда. В ходе боя крейсер «Ниитака» получил одно попадание, был убит один и ранены три матроса. Утром 28 мая «Ниитака» и «Отова» направились на перехват обнаруженного неприятельского корабля. Как оказалось это был крейсер «Светлана», тяжело повреждённый в дневном бою 27 мая, пытавшийся подойти к берегу Кореи для исправления повреждений и передачи угля на сопровождающий его миноносец «Быстрый». В 09.30 русский корабль первым открыл огонь из кормовых орудий. Крейсер «Отова» начал стрельбу около 09.45, снаряды крейсера «Ниитака» не долетали до противника, и до 10.25 он был вынужден приостановить огонь. К 10.30 «Светлана» была объята пламенем и тонула, снаряды к 152-мм орудиям закончились. Около 11.00 русский крейсер затонул. Крейсер «Ниитака» повреждений не получил. Японские корабли не стали спасать тонущих моряков, начав преследование миноносца «Быстрый» и ошибочно принятых за русскую канонерскую лодку норвежских китобоев.
Крейсер «Ниитака» и миноносец «Муракумо» начали преследование отходящего полным ходом к корейскому берегу миноносца «Быстрый». Под огнём японского крейсера, безрезультатно выпустив две торпеды по приближающемуся «Муракумо», русский миноносец выбросился на береговую отмель. Экипаж взорвал корабль и высадился на берег, пытаясь достичь Владивостока пешком по суше, однако через некоторое время был захвачен в плен десантом со вспомогательного крейсера «Касуга-Мару».
Около 16.00 28 мая «Ниитака» и «Отова» присоединились к 4-му боевому отряду и приняли участие в последнем морском бою русско-японской войны — в бою с крейсером «Дмитрий Донской».
С 12 по 19 июля «Ниитака» задействовался для конвоирования транспортов с войсками в Японском море. В сентябре прошёл ремонт в Сасебо.
После русско-японской войны крейсер «Ниитака» привлекался к патрулированию побережья Китая, находился в качестве стационера в Маниле.

### Первая мировая война[4]
- С началом Первой мировой войны крейсер «Ниитака» в поисках немецких рейдеров в Тихом океане. С февраля 1916 года в составе 3-го флота участвовал в патрулировании в восточной части Индийского океана.
- С 1917 года и до окончания войны крейсера «Ниитака» и «Цусима», базируясь в Кейптауне, обеспечивали безопасность морских перевозок в юго-западной части Индийского океана.

### Интервенция в Россию
С июля по сентябрь 1920 года крейсер «Ниитака» принимает участие в интервенции в Россию, обеспечивая японское присутствие в Петропавловске и охрану японских рыбаков на полуострове Камчатка.

### Гибель корабля
С мая по сентябрь 1921 года крейсер действовал в Южно-Китайском море. 1 сентября 1921 года «Ниитака» был переклассифицирован в корабль береговой обороны 2-го класса.
В 1922 году корабль вновь прибыл к берегам Камчатки для охраны японских промыслов и демонстрации силы установившейся Советской власти.
26 августа «Ниитака» встал на якорную стоянку у берегов Камчатки вблизи устья реки Озерная. Командир на шлюпке сошёл на берег на месте высадки в 1904 году отряда лейтенанта Сигэтады Гундзи (яп. 郡司成忠) (в русскоязычных источниках — Сечу Гундзи). Внезапно налетевший тайфун опрокинул корабль, после чего он затонул со всеми, кто был на борту. Погибло 284 человека, в живых осталось 19 человек, сошедших ранее на берег. По неподтверждённым источникам, командир корабля совершил харакири.
В 1923 году корпус крейсера был взорван на месте крушения, погибшим морякам установлен бетонный памятник, сохранившийся до нашего времени в сильно повреждённом состоянии.

## Командиры корабля
- капитан 2-го ранга (с 1 декабря 1905 года — капитан 1-го ранга) Сёдзи Ёсимото (Shoji, Yoshimoto) — с 28 декабря 1903 года по 20 января 1905 года[7].
- капитан 1-го ранга Ямагата Бундзо (Yamagata, Bunzo) — с 20 декабря 1905 года по 30 августа 1906 года[7].
- капитан 1-го ранга Миядзи Садатоки (Miyaji, Sadatoki) — командовал кораблем с 30 августа по 22 ноября 1906 года[8].

## Галерея
- В Сасебо в 1918 году